# 279 (عدد)
279 هو عدد صحيح طبيعي بين 278 و280

## في الرياضيات

### خصائص
- 279 عدد فردي
- 279 عدد ناقص
- 279 عدد مضلعي (94 أضلاع-...)